# Kyllmannshof

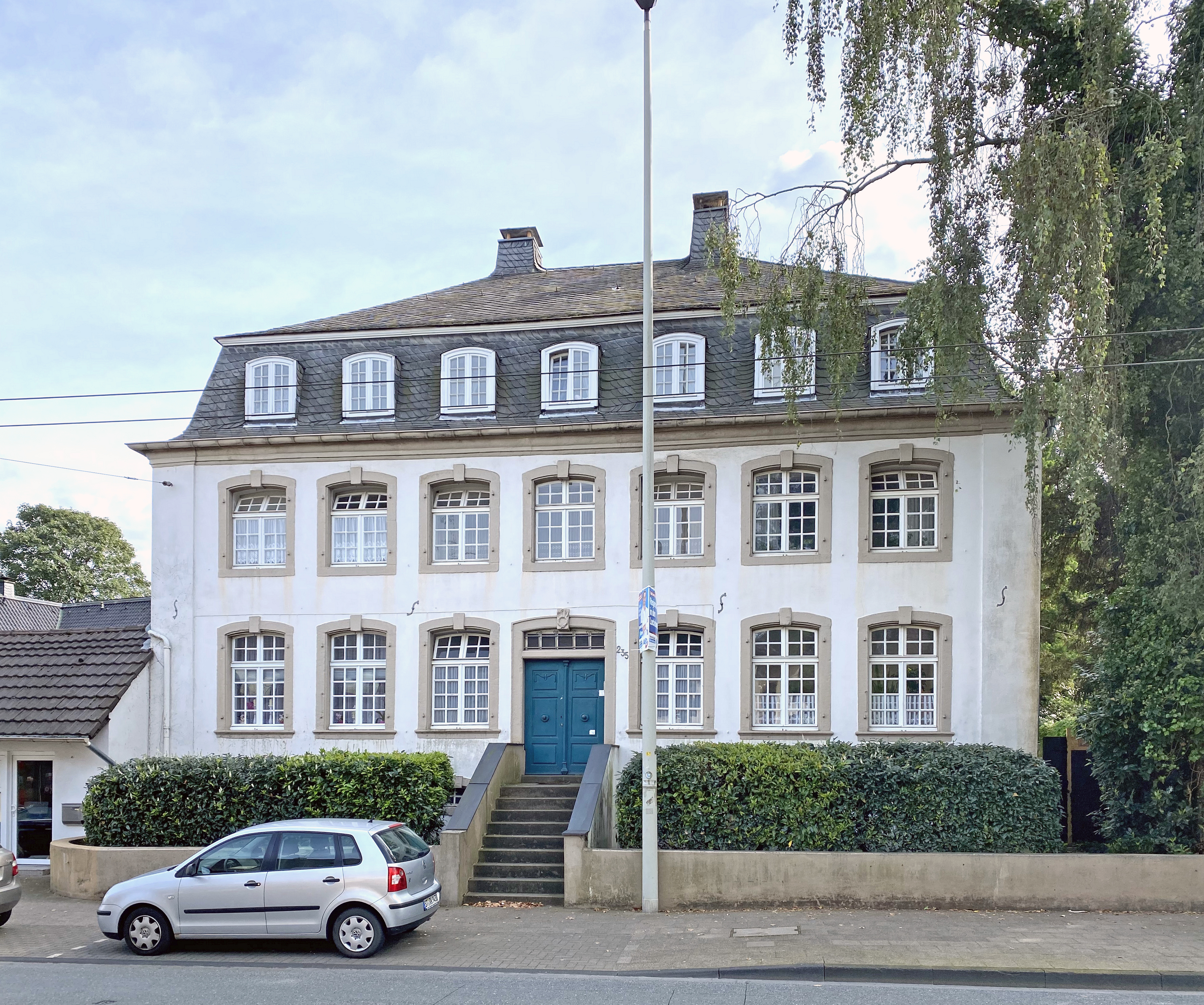
Kyllmannshof, Weyerstraße 235

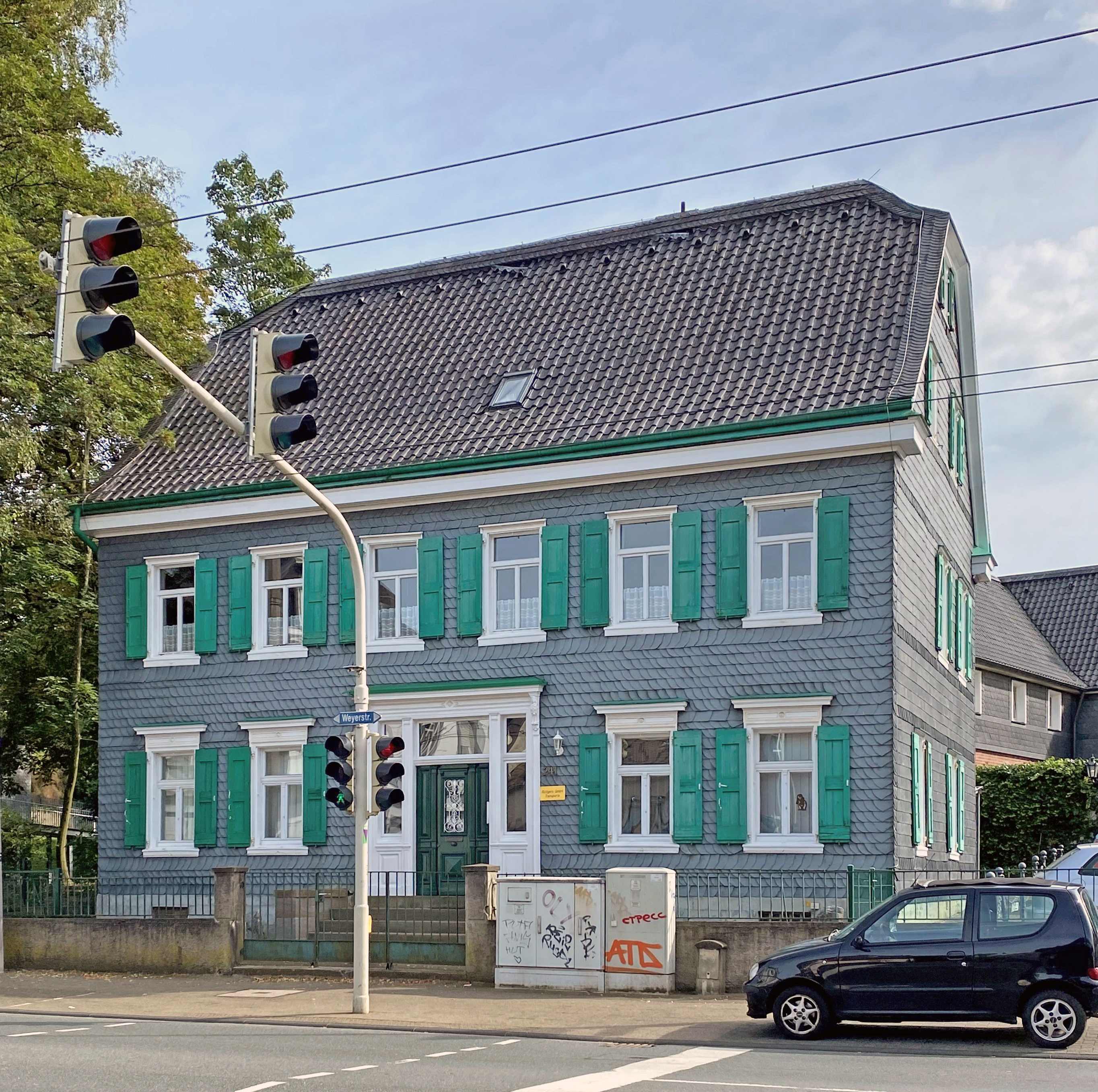
Schieferhaus, Weyerstraße 241

Der Kyllmannshof ist ein historischer Gutshof in der bergischen Großstadt Solingen. Er besteht aus einem herrschaftlichen Wohnhaus sowie einen benachbarten Schieferhaus im Solinger Stadtteil Wald. Dort befinden sie sich an der Weyerstraße 235 und 241 im gleichnamigen Ortsteil Weyer. 
Das Gutshaus wurde zwischen 1783 und 1785 am sogenannten Rheinweg errichtet, der das Wirtschaftszentrum Wald mit dem Rheinhafen in Hitdorf verband.:31 Es handelt sich bei dem Gebäude um einen zweigeschossigen, siebenachsigen Putzbau mit Sandsteinrahmungen und Mansarddach. Eine Freitreppe verbindet das über einem erhöhten Kellergeschoss liegende, zentrale Portal mit der Straße. Östlich durch eine Hofeinfahrt getrennt befindet sich ein großes, um das Jahr 1840 erbautes, traufenständiges Schieferhaus mit Krüppelwalmdach. Das zweigeschossige Gebäude verfügt über sechs Fensterachsen.
Im Jahre 1984 wurde das Gebäude des Kyllmannshofs unter der Nummer 52 und das benachbarte Schieferhaus unter der Nummer 58 in die Denkmalliste der Stadt Solingen eingetragen. Heute werden große Teile der Anlage durch eine Spedition genutzt.